# Batalha de Ajenadaim
A Batalha de Ajenadaim ou Ajenadeim  (em árabe: معركة أجنادين‎‎) foi travada em 30 de julho de 634 no vale de Elá, a sul da cidade atual de Bete-Semes, Israel, a um par de dezenas de quilómetros a ocidente de Jerusalém, foi a primeira batalha formal em campo aberto entre o Império Bizantino e o Califado Ortodoxo e por isso também a primeira batalha das guerras bizantino-árabes, que durariam mais de cinco séculos. A batalha resultou numa vitória decisiva dos muçulmanos. Os detalhes da batalha são conhecidos principalmente através de fontes muçulmanas, como Uaquidi.

## Contexto
Depois da conquista muçulmana da cidade de Bostra, a capital do Reino Gassânida, um espião do comandante muçulmano Xurabil ibne Haçana vindo de Ajenadaim informou que brevemente ali haveria uma grande concentração de tropas bizantinas em Ajenadaim. Nessa altura, Iázide ibne Abi Sufiane ainda se encontrava a sul do rio Jarmuque, Anre ibne Alas estava no vale de Arava, e vários destacamentos dos exércitos de Abu Ubaidá e Xurabil estavam espalhados pela região de Haurã. Calide ibne Ualide, comandante em chefe do exército Ortodoxo, escreveu a todos os comandantes para se dirigirem imediatamente para Ajenadaim e ali se concentrarem. Esta decisão revelar-se-ia correta, pois com um grande exército bizantino a postos nessa em Ajenadaim, os muçulmanos os muçulmanos teriam ficados presos aos territórios onde se encontravam, que por si só não tinham grande importância estratégica. Por sua vez, os Bizantinos ainda pensavam estar a lidar com bandidos árabes locais, e não com uma força militar organizada, pelo que prepararam a defesa apenas com tropas locais. Para os Árabes, esta ameaça clara, orquestrada pelo imperador bizantino Heráclio, tinha que ser derrotada se queriam prosseguir a invasão da Síria.
Na terceira semana de julho de 634, o exército muçulmano saiu de Bostra. Em uma semana, os muçulmanos conseguiram concentrar as suas forças em Ajenadaim, uma tarefa que tinha tomado aos Bizantinos mais de dois meses. O exército árabe era formado por 20 000 homens, enquanto que o Bizantinos contavam, segundo as estimativas modernas, com 9 000 homens recrutados entre a população local.

## Batalha
Antes do início da batalha ambos os exércitos formaram e linhas extensas, tendo os seus acampamentos na retaguarda. Os muçulmanos, e muito provavelmente também os Bizantinos, estavam divididos em três divisões, com uma guarda de flanco em cada uma das alas. Muadá ibne Jabal comandava o centro muçulmano; Saíde ibne Anre a ala esquerda; e Abderramão ibne Abacar, filho do califa Abacar, a ala direita. Xurabil comandava a guarda vital do flanco esquerdo; desconhece-se o nome do comandante da guarda do flanco direito. Atrás do centro, protegendo o acampamento muçulmano, encontrava-se uma reserva comandada por Iázide. Foi ordenado aos arqueiros muçulmanos que disparassem fogo de barragem controlado em vez de atirar contra alvos individuais. Calide, Anre e outros comandantes seniores e "campeões" integravam a formação central. As mulheres muçulmanas foram instruídas para defenderem o acampamento caso fosse necessário.
Antes dos combates, Calide teria visitado as várias unidades no campo e falado com os comandantes e soldados.
| “ | Sabei, oh muçulmanos, que nunca haveis visto um exército de Roma como vedes agora. Se Alá os derrotar pelas vossas mãos, eles nunca mais se erguerão contra vós. Por isso sede firmes na batalha e defendei a vossa fé. Cuidado com virar as costas ao inimigo, pois a vossa punição será o Fogo (no dia do Juízo Final). Estejam vigilantes e firmes nas vossas fileiras, e não ataquem até que eu dê ordem. | ” |

### Primeiro dia
Antes da batalha começar, os comandantes de ambos os exércitos fizeram discursos para levantar o moral dos seus soldados enquanto eram feitas as revistas de tropas. Um bispo cristão tentou, em vão, negociar a retirada dos Árabes. Calide retorquiu oferecendo a conversão ao Islão, o pagamento da jizya (taxa) ou o combate. Darar ibne Alazuar, um ex-cobrador de impostos que se tinha tornado um guerreiro de renome, fez o levantamento das posições romanas e matou aqueles que tentaram capturá-lo. Darar iria desempenhar um papel importante na batalha.
Os Bizantinos começaram por atacar com a cavalaria ligeira de escaramuças, com fundibulários e arqueiros atirando sobre o exército muçulmano, aparentemente para tentar romper a coesão e baixar o moral. Mas os muçulmanos mantiveram-se nos seus postos firmemente e, conforme as ordens, não responderam ao fogo inimigo. Os atiradores bizantinos estavam fora do alcance dos arqueiros muçulmanos. Esta fase da batalha foi desfavorável aos muçulmanos, que muitas baixas, várias delas mortais. Calide decidiu então entrar em combate os campeões individuais contra os campeões do inimigo. Nestes duelos, os muçulmanos teriam vantagem, além de que era útil eliminar tantos oficiais bizantino que fosse possível, pois isso reduziria significativamente a eficácia do exército bizantino. O primeiro campeão muçulmano a entrar em ação foi Darar ibne Alazuar. Este era conhecido popularmente como "o guerreiro meio nu" por causa do seu hábito de combater sem camisa nem armadura, mas desta vez ele avançou com uma armadura completa e um escudo de pele de elefante que tinha tirado a um soldado morto, para se proteger dos projéteis. Darar desafiou vários campeões muçulmanos.
Como houve poucos a responder ao desafio de Darar, este não tardou a despir-se e alegadamente os Bizantino reconheceram-no imediatamente como o campeão meio nu. Supostamente, Darar derrotou vários campeões bizantinos que aceitaram entrar em duelo com ele, incluindo os governadores de Tiberíades e Amã. Um grupo de dez oficiais bizantinos saiu da formação e e moveu-se em direção a Darar. Foi então que Calide ibne Ualide pegou em dez dos seus homens e entrou em combate, intercetando e matando os campeões inimigos. Após isso surgiram vários campeões que avançaram de ambos os lados, individualmente e em grupos. Os duelos aumentaram gradualmente e continuaram durante um par de horas, durante as quais os arqueiros e fundibulários bizantinos se mantiveram inativos.
Quando esses duelos ainda decorriam, Calide ordenou um ataque generalizado. A luta foi feroz, e continuou até ao pôr do sol. No fim da carnificina não havia um claro vencedor, e ambos os exércitos estavam nas mesmas posições que no início da batalha, a postos para continuar os combates.

### Segundo dia
O comandante bizantino Teodoro planeou assassinar Calide e montou uma emboscada, mas esta falhou devido à intervenção da unidade de Darar. Teodoro desafiou Calide para um duelo e, sem desembainhar a sua espada, saltou sobre ele prendendo-o, ao mesmo tempo que gritava para que dez Bizantinos viessem ajudá-lo. Estes correram para ele. No entanto, quando se aproximaram, Teodoro notou que o líder destes "Romanos" estava em tronco nu — afinal era Darar que tinha vestido roupa e armaduras bizantinas e posteriormente as tinha despido, voltando ao seu traje normal em tronco nu. Teodoro foi morto pelo "temível Darar".
Com os Bizantinos sem comandante e a confusão que se seguiu à emboscada fracassada, os muçulmanos viram uma oportunidade para atacar. Fizeram-no prontamente, iniciando um combate brutal e impiedoso. Para acabar com as longas horas de carnificina, Calide mandou entrar em combate as suas últimas reservas sob o comando de Iázide (que estavam de guarda ao acampamento). A linha bizantina finalmente colapsou sob o peso deste ataque final.
Os combates provocaram um elevado número de baixas em ambos os lados. Na batalha morreram mais veteranos muçulmanos célebres do que em qualquer outro confronto da conquista da Síria. Ainda hoje se encontram no vale muitas lápides funerárias dessa época. Grande parte do exército bizantino logrou escapar em segurança para fora do campo de batalha: uns fugiram para Gaza e outros para Jafa, mas a maior parte foi para Jerusalém. Calide não perdeu tempo e lançou vários regimentos da sua cavalaria em perseguição dos inimigos em fuga nas três direções. Os Bizantinos sofreram mais durante essa perseguição do que nos dois dias de batalha.

## Rescaldo
Depois da batalha de Ajenadaim, o exército Ortodoxo conquistou toda a Palestina e grande parte da Síria, incluindo Damasco (depois de dois cercos). Todavia, o imperador percebeu que os ataques árabes eram mais do que simples raides, e eram, em vez disso, ações coordenadas para conquistar territórios. Ao saber da derrota, Heráclio abandonou Emesa, onde se encontrava, e fugiu para Antioquia.
Na primavera de 636, os Bizantinos enviaram um exército imperial contra os Árabes, deixando de confiar nas forças locais para lidar com o problema. Reconhecendo o alto preço da vitória em Ajenadaim contra uma força militar muito mais pequena do que o exército que agora marchava contra ele, Calide retirou todas as tropas muçulmanas para sul. Perseguido arduamente pelos Bizantinos, Calide deteve o seu avanço no rio Jarmuque, onde finalmente enfrentou o inimigo em batalha.
Na batalha de Jarmuque, Calide Ibne Ualide comandou novamente o exército Ortodoxo vitoriosamente contra os Bizantinos, desta vez comandados por Teodoro Tritírio e Vaanes. A vitória em Jarmuque abriu definitivamente o caminho para a conquista total da Palestina e Síria. Esta última tornar-se-ia em breve o centro da civilização islâmica.